# Гончаров, Андрей Дмитриевич
Андре́й Дми́триевич Гончаро́в (22 июля 1903, Москва — 6 июня 1979, там же) — русский советский живописец и график, художник книги, театральный художник, педагог. Народный художник РСФСР (1979). Член-корреспондент АХ СССР (с 1973).

## Биография
Родился в Москве. Брал первые уроки по рисунку в частной студии К. Ф. Юона. В 1917—1919 годах учился в 59-й трудовой школе. В 1918 году поступил во вторые Государственные свободные художественные мастерские (бывшее Московское училище живописи, ваяния и зодчества), где сначала занимался в мастерской И. И. Машкова, а затем перешёл в мастерскую А. В. Шевченко. В 1921 году поступил на графический факультет ВХУТЕМАСа, где учился по отделению гравюры на дереве у В. А. Фаворского.
С 1923 года на постоянной основе работал иллюстратором в газетах, журналах, издательствах (Известия ЦИК, «Academia», «Молодая гвардия», ГИХЛ и др.). Участвовал в оформлении Всероссийской сельскохозяйственной и кустарно-промышленной выставки.
В 1924 году впервые выставился на Первой дискуссионной выставке объединений активного революционного искусства (Москва, Тверская ул., 54) в составе «группы трех» с А. А. Дейнекой и Ю. И. Пименовым. С 1925 года член Общества станковистов.
В 1927 году с отличием окончил графический факультет ВХУТЕМАСа — ВХУТЕИНа со званием художника-полиграфиста. Начал преподавать в изостудии Фрунзенского отдела народного образования Москвы, на этнологическом факультете МГУ имени М. В. Ломоносова. В 1928 году участвовал во Всесоюзной полиграфической выставке.
В период 1929—1930 годов — доцент ленинградского ВХУТЕИНа. В 1930—1934 годах — доцент МПИ. В 1934—1938 годах — доцент МГАХИ.
Во время Отечественной войны служил в рядах Красной армии. Работал выпускающим редактором и художником в журнале «Фронтовой юмор» (издание 3-го Белорусского фронта), а затем главным художником выставки «Политработа в частях 3-го Белорусского фронта».
В 1947—1948 годах преподавал в Московском центральном художественно-промышленном училище на факультете монументальной живописи. В 1948—1979 годах преподавал в Московском полиграфическом институте, где с 1950 по 1974 год заведовал кафедрой рисунка и живописи.
В 1958 году Гончарову присвоено звание профессора.
В 1959 году Гончаров создал четыре главных панно для советской выставки в Нью-Йорке.
В 1971—1979 годах занимал пост председателя жюри Всесоюзного ежегодного конкурса «Искусство книги». Член-корреспондент АХ СССР (1973).
Скончался 6 июня 1979 года в Москве; похоронен на Кунцевском кладбище.

## Награды и премии
- 1927 — диплом за работы по книжной иллюстрации и ксилографии Всесоюзной полиграфической выставки[4];
- 1937 — «Гран-при» и золотая медаль на Всемирной выставке в Париже[4];
- 1945 — медаль «За боевые заслуги»[2];
- 1956 — диплом I степени за оформление и иллюстрирование сборника «Сонеты» Ф. Петрарки[4];
- 1956 — диплом II степени за оформление и иллюстрирование книги «Фауст» И. В. Гёте на Всесоюзной выставке книги, графики и плаката (с 11 февраля, Библиотека им. Ленина)[5];
- 1957 — диплом I степени на Всесоюзной выставке книги, графики и плаката 1917—1957 за иллюстрации к I тому собраний сочинений У. Шекспира[4];
- 1958 — серебряная медаль за панно «Золотая Москва» в советском павильоне Всемирной выставке в Брюсселе и за иллюстрации к произведениям Лопе де Вега и Э. Хемингуэя[4];
- 1959 год — Золотая медаль за иллюстрации к пьесам У. Шекспира на Международной выставке искусства книги в Лейпциге. Почетная грамота Всемирного Совета Мира за большой вклад в дело мира;
- 1961 — медаль «За трудовую доблесть»[4];
- 1965 — Серебряная медаль за оформление книги У. Шекспира «Гамлет» и за иллюстрации и книжное оформление книги А. П. Чехова «Вишнёвый сад» на Международной выставке искусства книги в Лейпциге[4];
- 1969 — Юбилейная медаль «50 лет Вооружённых Сил СССР»[4];
- 1969 — заслуженный деятель искусств РСФСР[4];
- 1971 — премия имени Гутенберга за выдающиеся заслуги в развитии советской книжной культуры и международного издательского дела на Международной выставке искусства книги в Лейпциге. Там же — Золотая медаль за иллюстрации к произведениям Ф. М. Достоевского;
- 1973 — Государственная премия СССР за 1973 год за иллюстрации к поэме В. В. Казина «Великий почин» (портрет В. И. Ленина) и произведениям А. Н. Островского, А. В. Сухово-Кобылина, Ф. М. Достоевского[нет в источнике][4];
- 1976 — Юбилейная медаль «60 лет Вооружённых Сил СССР»[4];
- 1979 — народный художник РСФСР[4].